# Acanthoceratidae
Famille
Les acanthocératidés sont une famille d'ammonites.

## Liste des genres
- Acanthoceras
- Acompsoceras
- Calycoceras
- Euomphaloceras
- Kamerunoceras
- Mammites
- Morrowites
- Pseudaspidoceras
- Romaniceras
- Sharpeiceras
- Spathites
- Watinoceras

## Référence
- de Grossouvre, 1894 : Recherches sur la craie supérieure. 2: Paléontologie. Les ammonites de la craie supérieure. Mémoires pour servir à l'explication de la carte géologique détaillée de la France, p. 1-264.